# Julia van der Sprong
Julia van der Sprong (Gouda, 27 september 1999) is een Nederlands rolstoelbasketbalster. Van der Sprong komt uit voor East London Phoenix waar ze speelt als Guard.
In 2018 maakte Van der Sprong haar WK-debuut bij het Nederlandse nationale team tijdens het Wereldkampioenschap 2018 in Hamburg waar de Nederlandse ploeg goud behaalde. Met het Nederlandse team won ze ook goud op het Wereldkampioenschap 2022 in Dubai en tijdens de Paralympische Zomerspelen van 2020 (Tokio) en 2024 (Parijs). 
Van der Sprong was in haar jeugd een actieve hockeyster en schaatsster. Op haar zestiende kreeg ze echter een dwarslaesie als gevolg van een acute ontsteking in haar ruggenmerg. Na haar herstel kon ze nog korte afstanden lopen, maar niet meer sporten als voorheen. Tijdens haar revalidatie maakte ze kennis met rolstoelbasketbal en bleek er talent voor te hebben. Naast het rolstoelbasketbal heeft Van der Sprong een Bachelor bedrijfskunde afgerond aan de Radboud universiteit in Nijmegen. Van der Sprong volgt aan Master Marketing aan de Vrije Universiteit Amsterdam. Ze is werkzaam als junior project manager bij Sound B.V.   uit Amsterdam .

## Resultaten
Wereldkampioenschap 2018 in Hamburg
 Europees kampioenschap 2019 in Rotterdam
 Paralympische Zomerspelen 2020 in Tokio
 Europees kampioenschap 2021 in Madrid
 Wereldkampioenschap 2022 in Dubai
 Europees kampioenschap 2023 in Rotterdam
 Paralympische Zomerspelen 2024 in Parijs
Mariska Beijer · Chèr Korver · Saskia Pronk · Carina de Rooij · Jitske Visser · Ilse Arts · Bo Kramer · Sylvana van Hees · Julia van der Sprong · Lindsay Frelink · Ylonne Post · Xena Wimmenhoeve
Mariska Beijer · Chèr Korver · Saskia Pronk · Carina de Rooij · Jitske Visser · Ilse Arts · Bo Kramer · Sylvana van Hees · Julia van der Sprong · Lindsay Frelink · Anouk Taggenbrock · Xena Wimmenhoeve